# 1952년 워싱턴 D.C. UFO 사건

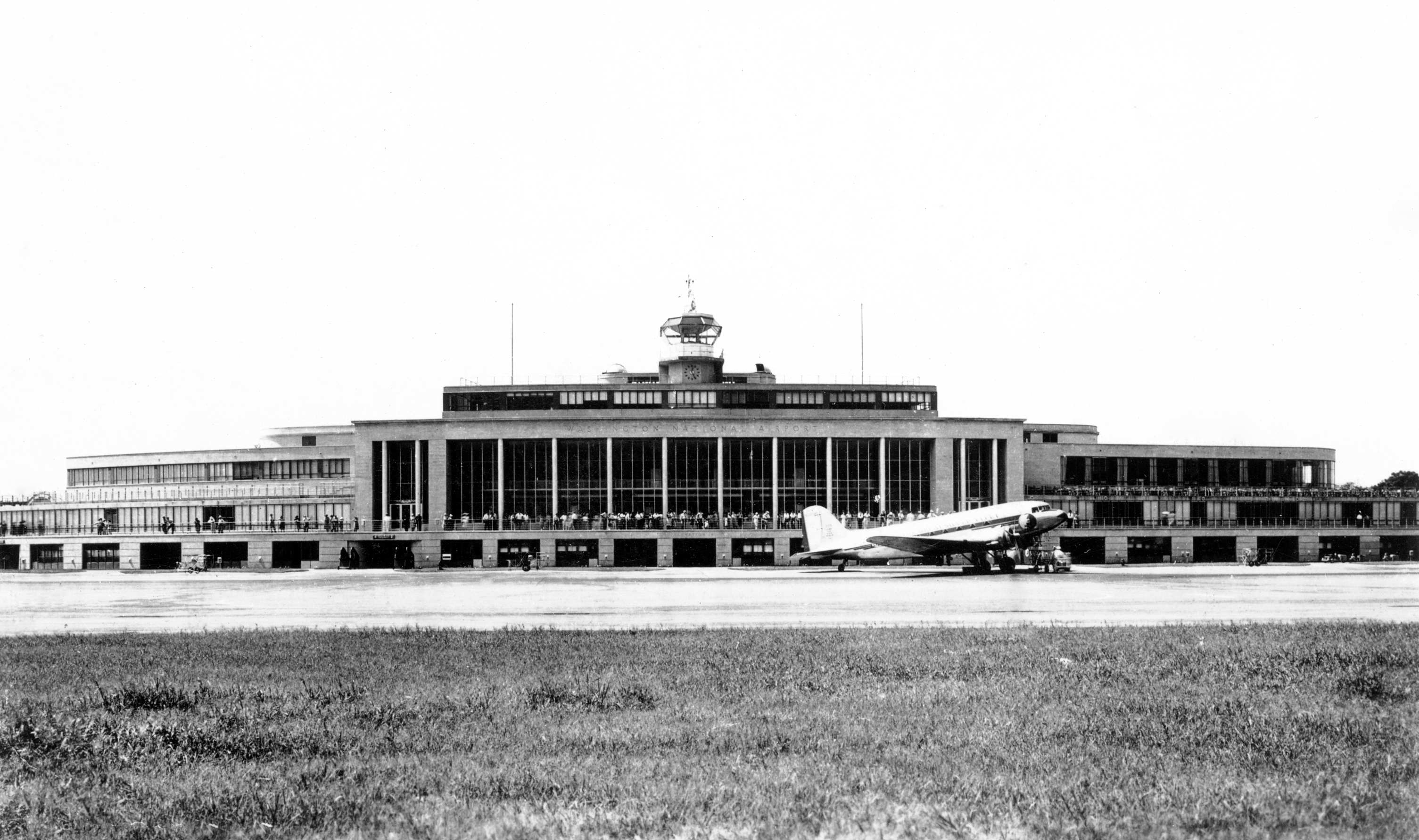
1944년 워싱턴 내셔널 공항 터미널

1952년 7월 12일부터 29일까지 워싱턴 D.C.에서 일련의 미확인비행체(UFO) 목격 사례가 보고되었고, 나중에 워싱턴 플랩, 워싱턴 내셔널 공항 목격 또는 워싱턴 침공으로 알려지게 되었다. 가장 많이 알려진 목격은 7월 19~20일과 7월 26~27일 연속 주말에 일어났다. UFO 역사가인 커티스 피블스는 이 사건을 "1952년 (UFO) 플랩의 절정"이라고 불렀다. "그 전에도 그 후에도 프로젝트 블루북과 공군이 이처럼 엄청난 (UFO) 보고를 겪은 적은 없었다." 이는 역사상 가장 잘 알려진 UFO 목격 중 하나가 되었다.

## 1952년 UFO 플랩

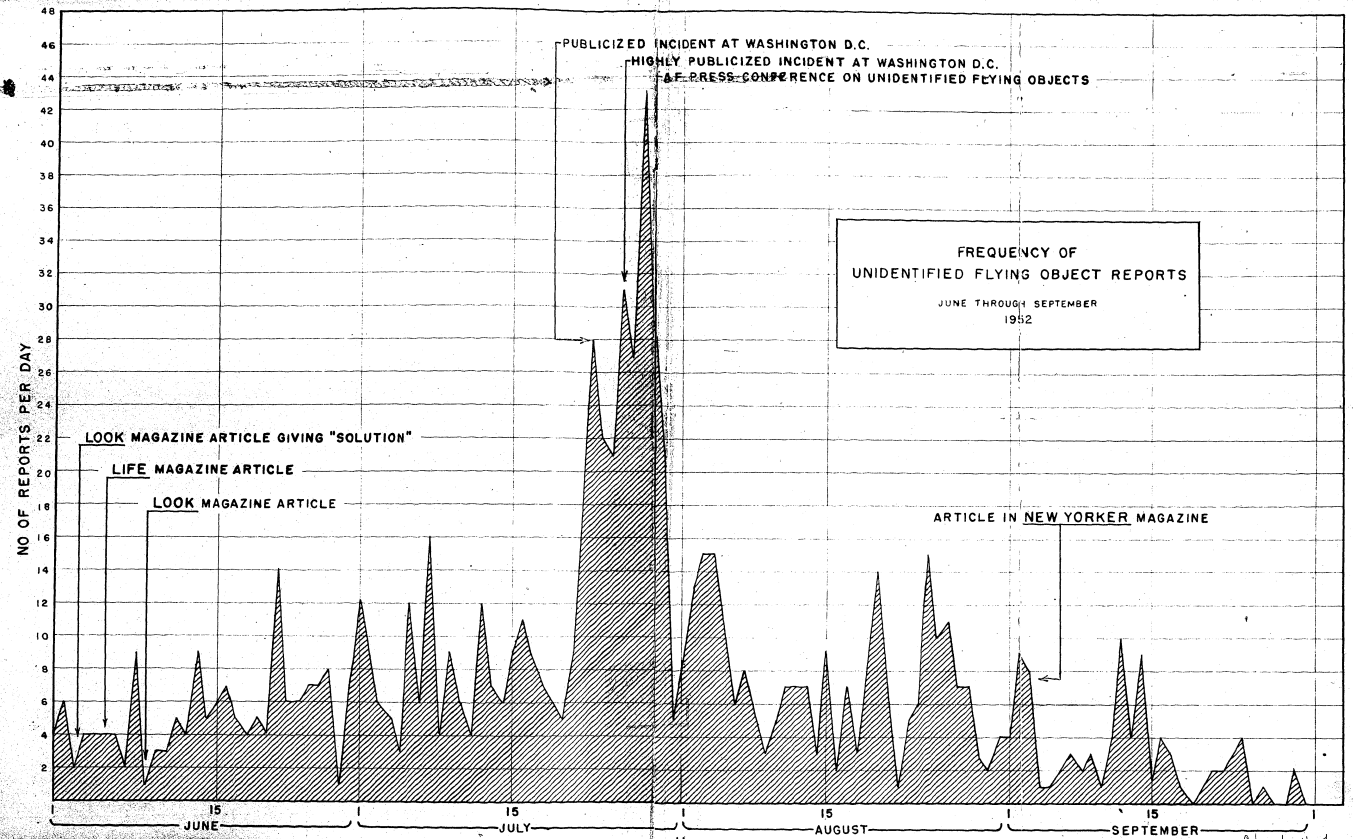
보고서는 7월 말에 정점을 찍었다.

1952년 UFO 플랩은 1952년 여름 동안 미확인비행체 보고서에 대한 전례 없는 언론의 관심 폭발이었으며, 워싱턴 D.C. 상공에서 목격된 보고로 절정에 달했다. 지난 4년간 미국 공군은 총 615건의 UFO 보고서를 기록했다. 1952년 플랩 동안 717건 이상의 새로운 보고서를 접수했다. 프로젝트 블루북 국장 에드워드 J. 루펠트는 나중에 회고했다. "1952년 6개월 동안... 미국 주요 신문 148곳이 비행접시에 대한 총 16,000건 이상의 기사를 실었다."
5월 12일, 시애틀에서 발생한 폭발로 인해 '비행접시'에 대한 대중의 추측이 촉발되었다.
4월 3일, AP 통신은 라이프 잡지에 공군이 비행접시에 진지한 관심을 보이고 있음을 밝힐 예정인 기사에 대해 보도했다.
룩 잡지의 6월호에는 천체물리학자 도널드 하워드 멘젤이 비행접시가 온도 역전으로 인해 생성된 광학 신기루라고 주장하는 기사가 실렸다. 미국 신문들은 프랑스 천문학자 어니스트 에스클라공의 유사한 발언을 보도했다. 그는 보고된 소닉붐이 없었기 때문에 비행접시가 초음속 비행체가 될 수 없다고 설명하며 "비행접시 보고서"를 반박했다.
4월 7일, 표지에 마릴린 먼로가 등장한 라이프 잡지는 "우리는 우주에서 온 방문객을 맞이했는가?"라는 제목으로 비행접시 기사를 게재하여, 비행접시 보고가 외계 우주선에 의해 발생했을 가능성을 진지하게 고려한 가장 신뢰할 수 있는 매체가 되었다. 이 기사에 대한 홍보는 그 해 여름의 후속 보고 물결에 기여한 것으로 여겨진다.
그의 저서에서 루펠트는 "대규모 플랩이 시작된 날짜를 정확히 집어낼 수 있다면, 아마 6월 1일쯤일 것이다"라고 주장했다. 그날, 로스앤젤레스의 휴즈 항공에서 UFO 보고서가 제출되었다. 7월 1일, F-94 두 대가 보스턴 상공의 UFO를 요격하기 위해 긴급 출격했다. 7월 14일, 체서피크 만 상공에서 내시-포텐베리 UFO 목격이 보고되었는데, 두 명의 상업 조종사(윌리엄 B. 내시와 윌리엄 H. 포텐베리)가 8대의 UFO가 밀집된 에셜론 대형으로 비행하는 것을 목격했다고 주장했다.

## 워싱턴 D.C. 상공 목격
UFO 플랩이 절정에 달했을 때, 워싱턴 D.C. 상공에서 두 번의 연속적인 토요일 밤에 UFO가 보고되었다.

### 7월 19일 밤
1952년 7월 19일 토요일 밤 11시 40분, 워싱턴 내셔널 공항의 항공 교통 관제사 에드워드 누젠트는 자신의 레이더에서 7개의 물체를 발견했다. 이 물체들은 도시에서 남남서쪽으로 24km(15마일) 떨어진 곳에 위치해 있었고, 그 지역에는 알려진 항공기가 없었으며, 이 물체들은 어떤Established flight paths도 따르지 않았다. 누젠트의 상사인 해리 반스(공항의 선임 항공 교통 관제사)는 누젠트의 레이더 스코프에서 이 물체들을 지켜보았다. 그는 나중에 다음과 같이 썼다. "우리는 즉시 매우 이상한 상황이 존재한다는 것을 알았다... 그들의 움직임은 일반 항공기의 움직임과는 완전히 달랐다."
반스는 두 명의 관제사에게 누젠트의 레이더를 확인하도록 지시했고, 그들은 레이더가 정상적으로 작동하고 있음을 확인했다. 그 후 반스는 내셔널 공항의 레이더 장착 관제탑에 전화했고, 그곳의 관제사들인 하워드 코클린과 조 재코는 자신들의 레이더 화면에서도 미확인 물체들이 나타나며, 하늘에서 떠다니는 "밝은 빛"을 보았고, 이 빛은 믿을 수 없는 속도로 사라졌다고 말했다. 코클린은 재코에게 "봤어? 대체 뭐였지?"라고 물었다.
이 시점에서 레이더 스코프의 모든 섹터에 다른 물체들이 나타났고, 그것들이 백악관과 미국 국회의사당 상공을 지나갈 때, 반스는 내셔널 공항에서 16km(10마일) 떨어진 앤드루스 공군기지에 전화했다. 앤드루스는 레이더에 특이한 물체가 없다고 보고했지만, 한 공군 병사  가 곧 기지의 관제탑에 전화하여 이상한 물체를 목격했다고 보고했다. 관제탑에 있던 공군 병사 윌리엄 브레이디는 "주황색 불덩이처럼 보이는 물체가 꼬리를 끌고 있는 것을 보았다... [그것은] 내가 이전에 본 어떤 것과도 달랐다."라고 말했다. 브레이디가 관제탑의 다른 직원들에게 알리려 하자, 이상한 물체는 "믿을 수 없는 속도로 사라졌다."
내셔널 공항의 활주로 중 한 곳에서 캐피털 항공의 조종사 S.C. 피어먼은 이륙 허가를 기다리며 자신의 DC-4 조종실에 있었다. 그가 유성이라고 생각했던 것을 본 후, 그는 관제탑 레이더가 그의 위치로 접근하는 미확인 물체들을 감지했다고 들었다. 피어먼은 14분 동안 6개의 물체를 "하얗고, 꼬리가 없고, 빠르게 움직이는 빛"으로 관찰했다. 피어먼은 목격 당시 반스와 무선 통신을 하고 있었고, 반스는 나중에 "그의 비행기 근처에서 우리가 볼 수 있었던 핍과 각 목격이 일치했다. 그가 빛이 고속으로 움직였다고 보고했을 때, 그것은 우리 스코프에서 사라졌다"고 전했다.
한편, 앤드루스 공군기지에서는 관제탑 직원들이 레이더로 미확인 물체라고 생각하는 것을 추적하고 있었지만, 다른 사람들은 항성과 유성에 불과하다고 의심했고, 한 사례에서는 이를 증명할 수 있었다. 그러나 찰스 데이븐포트 하사(Staff Sgt. Charles Davenport)는 남쪽에서 주황색-붉은색 빛을 관찰했는데, 그 빛은 "정지한 것처럼 보였다가 갑자기 방향과 고도를 변경했다... 이런 일이 여러 번 일어났다." 한때 내셔널 공항의 두 레이더 센터와 앤드루스 공군기지의 레이더가 무선 비콘 위에 떠 있는 물체를 추적하고 있었다. 그 물체는 세 레이더 센터에서 동시에 사라졌다.
오전 3시, 델라웨어주 뉴캐슬 공군기지에서 온 미국 공군 F-94 스타파이어 제트 전투기 2대가 워싱턴 상공에 도착하기 직전, 모든 물체가 내셔널 공항의 레이더에서 사라졌다. 그러나 제트기들이 연료가 떨어져 떠나자 물체들이 다시 나타났고, 이는 반스에게 "UFO가 무선 통신을 감청하고 그에 따라 행동했다"는 확신을 주었다. 물체들은 오전 5시 30분에 레이더에 마지막으로 감지되었다.

### 언론 보도 및 공군의 반응
1952년 7월 19일~20일의 목격은 전국 신문의 1면 머리기사를 장식했다. 전형적인 예는 아이오와주의 시더 래피즈 가제트의 머리기사였다. 그것은 큰 검은 글씨로 "SAUCERS SWARM OVER CAPITAL"이라고 쓰여 있었다. 공교롭게도 당시 미국 공군 대위 에드워드 J. 루펠트는 공군의 UFO 목격 조사 프로젝트 블루북의 감독관이었는데, 그는 워싱턴에 있었다. 그러나 그는 7월 21일 월요일 워싱턴 지역 신문에서 헤드라인을 읽고 나서야 목격 사실을 알게 되었다. 펜타곤의 정보 장교들과 목격 사실에 대해 이야기한 후, 루펠트는 워싱턴을 돌아다니며 목격 사실을 조사하기 위해 직원용 승용차를 얻으려고 몇 시간을 보냈지만, 장군과 고위 대령만이 직원용 승용차를 사용할 수 있다는 이유로 거절당했다. 그는 자신의 돈으로 택시를 빌릴 수 있다는 말을 들었다. 이 시점에서 루펠트는 너무 좌절하여 워싱턴을 떠나 오하이오주 데이턴에 있는 라이트-패터슨 공군기지의 블루북 본부로 돌아갔다. 데이턴으로 돌아온 루펠트는 공군 레이더 전문가인 로이 제임스 대위와 이야기했는데, 그는 특이한 날씨 조건이 미확인 레이더 목표물을 유발했을 수 있다고 생각했다.
7월 24일, 공군 대령 두 명이 해밀턴 공군기지에서 콜로라도 스프링스를 향해 이륙했다. 그들은 미확인 삼각형 물체를 목격했다고 보고했다.

### 7월 26일 밤
1952년 7월 26일 토요일 오후 8시 15분, 워싱턴으로 향하는 내셔널 항공 항공편의 조종사와 스튜어디스가 비행기 위로 몇몇 불빛을 관찰했다. 몇 분 안에 내셔널 공항의 두 레이더 센터와 앤드루스 공군기지의 레이더가 더 많은 미확인 물체를 추적하고 있었다. 앤드루스에서 물체를 육안으로 관찰한 미 공군 상사 찰스 E. 커밍스(Charles E. Cummings)는 나중에 "이 불빛들은 유성의 특성을 가지고 있지 않았다. 꼬리가 없었다... 내가 본 어떤 유성보다도 빠르게 이동했다"고 말했다.
그동안 프로젝트 블루북의 공보담당관인 알버트 M. 찹(Albert M. Chop)이 내셔널 공항에 도착했고, 보안상의 이유로 여러 기자들의 레이더 화면 촬영 요청을 거부했다. 그는 이어서 레이더 센터 직원들과 합류했다. 이 시간(오후 9시 30분)까지 레이더 센터는 모든 구역에서 미확인 물체들을 탐지하고 있었다. 때로는 물체들이 느리게 이동했고, 때로는 방향을 바꾸어 레이더 스코프를 시속 11,250km(7,000마일)까지 계산되는 속도로 가로질렀다. 오후 11시 30분, 델라웨어주 뉴캐슬 공군기지에서 온 미국 공군 F-94 스타파이어 제트 전투기 2대가 워싱턴 상공에 도착했다. 비행대장인 존 맥휴고 대위는 레이더 블립 쪽으로 유도되었지만, 여러 번 시도했음에도 아무것도 보지 못했다. 그러나 그의 윙맨인 윌리엄 패터슨 중위는 4개의 하얀 "섬광"을 보고 추격했다. 그는 수사관들에게 "1,000피트 아래의 미확인 비행체와 접촉하려고 했고", "최고 속도로 비행했지만... 추월할 기회가 없다고 판단하여 추격을 중단했다"고 말했다. 알버트 찹(Albert Chop)에 따르면, 지상 관제소가 패터슨에게 "뭔가 봤느냐"고 묻자, 패터슨은 "지금 보입니다. 제 주위에 있습니다. 어떻게 해야 하죠?"라고 대답했는데, 아무도 대답하지 않았습니다. 왜냐하면 우리가 그에게 무엇을 말해야 할지 몰랐기 때문입니다."
7월 27일 자정 이후, 펜타곤의 프로젝트 블루북 연락관인 미 공군 소령 듀이 포르네(Dewey Fournet)와 미국 해군 레이더 전문가 존 홀콤 중위가 내셔널 공항의 레이더 센터에 도착했다. 밤새 홀콤 중위는 워싱턴 국립 기상 관측소로부터 전화를 받았다. 그들은 도시 상공에 약간의 온도 역전이 존재한다고 말했지만, 홀콤은 그 역전이 레이더 스코프에 나타난 '견고하고 확실한' 반사를 설명하기에는 "거의 충분하지 않다"고 느꼈다. 포르네는 레이더실에 있던 모든 사람들이 목표물이 고체 금속 물체에 의해 발생했을 가능성이 가장 높다고 확신했다고 전했다. 스코프에 날씨 목표물도 있었지만, 이는 흔한 일이었고 관제사들은 "그것들에 전혀 신경 쓰지 않았다"고 그는 말했다. 뉴캐슬 공군기지에서 두 대의 F-94가 밤새 긴급 출격했다. 한 조종사는 특이한 것을 보지 못했고, 다른 조종사는 하얀 불빛을 보았는데, 그 불빛은 그가 다가가자 "사라졌다". 민간 항공기도 앤드루스 레이더 운용자들이 본 레이더 블립과 일치하는 빛나는 물체들을 보고했다. 7월 20일과 마찬가지로 목격과 미확인 레이더 반사는 해가 뜨면서 끝났다.

### 여파
8월 19일, 웨스트 팜 비치 스카우트 대장 소니 데스버거스(Sonny DesVergers)는 비행 디스크에 의해 화상을 입었다고 보고했다.

## 공군의 설명
미국 공군 정보국장 존 샘포드 소장과 미국 공군 작전국장 로저 M. 라메이 소장은 1952년 7월 29일 펜타곤에서 성황리에 기자회견을 열었다. 개회사를 통해 샘포드 소장은 공군이 최근 몇 년간 조사한 수백 건의 UFO 보고서 중에는 "상대적으로 믿을 수 없는 현상에 대한 신뢰할 수 있는 관찰자들의 보고 중 특정 비율"이 있었지만, 그 어느 것도 국가 안보에 위협이 되지 않는다고 언급했다. 이 행사에서 샘포드는 워싱턴 상공에서 육안으로 목격된 현상은 별이나 유성과 같은 오인된 공중 현상으로 설명할 수 있으며, 미확인 레이더 목표물은 두 차례 레이더 반사가 보고되었던 워싱턴 상공에 존재했던 온도 역전으로 설명할 수 있다고 진술했다. 또한 샘포드는 미확인 레이더 접촉은 고체 물질로 인한 것이 아니므로 국가 안보에 위협이 되지 않는다고 밝혔다. 공군이 워싱턴 사건 이전에 유사한 UFO 레이더 접촉을 기록한 적이 있는지에 대한 질문에 샘포드는 공군 전투기 요격이 이루어졌던 그러한 접촉이 "수백 건" 있었지만, 모두 "무익했다"고 말했다. 이것은 제2차 세계 대전 이후 최대 규모의 펜타곤 기자회견이었다. 언론 기사는 샘포드와 라메이를 공군의 최고 UFO 전문가 두 명으로 불렀다.
샘포드의 설명을 지지한 증인 중에는 7월 26일~27일 목격 당시 워싱턴 상공을 비행하던 B-25 폭격기 승무원들이 있었다. 폭격기는 내셔널 공항의 레이더 스코프에 잡힌 미확인 목표물에 대해 내셔널 공항에 의해 여러 번 유도되었지만, 승무원들은 특이한 것을 볼 수 없었다. 마침내 한 승무원이 말했듯이, "레이더에 목표물이 잡혔는데, 그게 마운트 버넌으로 가는 윌슨 라인즈 증기선 여행이었다... 레이더는 확실히 증기선을 잡고 있었다." 공군 대위 해럴드 메이(Harold May)는 7월 19일~20일 목격 당시 앤드루스 공군기지의 레이더 센터에 있었다. 내셔널 공항의 레이더가 자신의 방향으로 향하는 미확인 물체를 감지했다는 소식을 듣자, 메이는 밖으로 나가 "빨간색에서 주황색, 녹색, 다시 빨간색으로 변하는 빛을 보았다... 때로는 갑자기 내려가 고도를 잃는 것처럼 보였다." 그러나 메이는 결국 자신이 대기에 의해 왜곡된 항성을 보고 있으며, 그 "움직임"은 환상에 불과하다고 결론 내렸다. 7월 27일 오전 3시, 워싱턴 상공을 비행하던 이스턴 항공 항공편은 미확인 물체가 근처에 있다는 말을 들었지만, 승무원들은 특이한 것을 볼 수 없었다. 물체가 비행기 바로 뒤로 이동했다는 말을 들었을 때, 그들은 물체를 보기 위해 급회전을 시작했지만, 회전을 시작하자 물체가 "사라졌다"고 내셔널 공항의 레이더 센터에서 들었다.
공군의 요청에 따라 미국 민간항공국의 기술 개발 및 평가 센터는 레이더 목격에 대한 분석을 수행했다. 그들의 결론은 "미확인 레이더 목표물 또는 육안으로 보이는 물체가 보고된 거의 모든 경우에 온도 역전 현상이 나타났다"는 것이었다. 프로젝트 블루북은 결국 미확인 워싱턴 레이더 블립을 온도 역전으로 인한 허위 이미지로, 육안 목격은 오인된 유성, 항성 및 도시 불빛으로 분류할 것이다. 훗날 두 명의 저명한 UFO 회의론자인 하버드 대학교의 천문학자 도널드 멘젤과 Aviation Week 잡지의 선임 편집자인 필립 클래스 또한 온도 역전/신기루 가설을 지지할 것이다. 2002년 클래스는 한 기자에게 "1952년의 레이더 기술은 새떼, 기상 풍선 또는 온도 역전과 같은 많은 일반적인 물체들을 걸러낼 만큼 정교하지 않았다"고 말했다. 기자는 "UFO 지지자들은 그때조차도 숙련된 관제사들이 허위 목표물과 견고한 금속 물체를 구별할 수 있었다고 주장한다. 클래스는 이에 동의하지 않는다. '그 밤에 내셔널 공항에 두 명의 바보 관제사가 있었을' 수도 있다... [클래스는] 1970년대에 디지털 필터가 도입되면서 레이더상의 UFO 목격이 급격히 감소했다고 덧붙였다."

### 비판
그의 책 미확인 비행물체 보고서에서 저자 에드워드 J. 루펠트는 자신이 이야기한 레이더 및 관제탑 직원들뿐만 아니라 일부 공군 장교들도 공군의 설명에 동의하지 않았다고 썼다.
정부 지원 콘돈 보고서의 연구원이었던 마이클 베르트하이머는 1966년에 이 사건을 조사했으며, 레이더 증인들이 여전히 공군의 설명에 이의를 제기했다고 진술했다.
전 레이더 관제사 하워드 콕클린은 2002년 워싱턴 포스트에 자신이 여전히 물체를 봤다고 확신한다고 말하며 "워싱턴 내셔널 공항에서 [레이더] 화면과 창문 밖으로 그것을 봤다"고 진술했다.

## 백악관의 우려와 CIA의 관심
7월 26일~27일의 목격 또한 1면 머리기사를 장식했으며, 해리 트루먼 대통령은 공군 보좌관에게 루펠트를 불러 목격과 미확인 레이더 반사에 대한 설명을 요구했다. 트루먼은 별도의 전화로 두 사람의 대화를 들었지만, 직접 질문하지는 않았다. 루펠트는 제임스 대위와의 대화를 기억하고, 대통령 보좌관에게 목격이 온도 역전으로 인해 발생했을 수 있다고 말했다. 온도 역전은 따뜻하고 습한 공기층이 지면에 더 가까운 차갑고 건조한 공기층을 덮는 현상이다. 이 상태는 레이더 신호를 구부러뜨려 잘못된 반사를 유발할 수 있다. 그러나 루펠트는 아직 어떤 증인도 인터뷰하지 않았고 공식적인 조사를 수행하지도 않았다.
CIA 역사가 제럴드 헤인즈는 1997년 CIA의 UFO 개입 역사에서 트루먼의 우려를 언급한다. "1952년, 특히 7월에 미국 상공에서 대규모 목격이 증가하자 트루먼 행정부는 경계했다. 7월 19일과 20일, 워싱턴 내셔널 공항과 앤드루스 공군기지의 레이더 스코프는 의문의 섬광을 추적했다. 7월 27일, 그 섬광이 다시 나타났다." CIA는 1952년 UFO 보고 물결에 대해 "과학 정보국(OSI) 및 현행 정보국(OCI) 내에 특별 연구 그룹을 구성하여 상황을 검토"함으로써 대응했다. 에드워드 타우스는 그룹을 위해 대부분의 UFO 목격이 쉽게 설명될 수 있다고 보고했다. 그럼에도 불구하고 그는 "기관이 문제를 계속 모니터링할 것을 권고했다." CIA의 이 문제에 대한 우려는 1953년 1월 로버트슨 패널의 설립으로 이어졌다.

## 로버트슨 패널
1952년의 엄청난 UFO 보고 건수는 공군과 중앙정보국(CIA) 모두를 불안하게 만들었다. 양측은 적국이 고의로 미국을 허위 UFO 보고로 뒤덮어 대중의 공황을 유발하고 기습 공격을 감행할 수 있다고 느꼈다. 1952년 9월 24일, CIA의 과학 정보국(OSI)은 CIA 국장 월터 B. 스미스에게 메모를 보냈다. 이 메모는 "비행접시 상황... [에는] 국가 안보적 함의가 있다... [그것은] 현상에 대한 대중의 관심 속에... 대규모 히스테리와 공황을 유발할 잠재력이 있다"고 명시했다. 이 메모의 결과는 1953년 1월 로버트슨 패널의 설립이었다. 물리학자 하워드 P. 로버트슨이 의장을 맡은 이 패널은 저명한 과학자들로 구성되었으며, 프로젝트 블루북이 수집한 "최고의" UFO 사례를 4일 동안 검토했다. 패널은 검토한 UFO 사례 대부분을 특이하거나 국가 안보에 위협이 되지 않는다고 일축했다. 논란이 많은 패널의 평가에서 공군과 프로젝트 블루북은 UFO 보고를 분석하고 연구하는 데 시간을 덜 쓰고 공개적으로 반박하는 데 더 많은 시간을 할애해야 한다고 지적했다. 패널은 공군과 프로젝트 블루북이 "미확인 비행물체가 부여받은 특별한 지위와 불행히도 얻게 된 신비로운 분위기를 박탈하기" 위한 조치를 취해야 한다고 권고했다. 패널의 권고에 따라 프로젝트 블루북은 "해결됨"으로 분류하지 않은 UFO 사례는 거의 공개하지 않았다. 미해결 사례는 공군에 의해 거의 언급되지 않았다.

## 대중문화에서
- 2019년 히스토리 채널 텔레비전 시리즈 프로젝트 블루북의 첫 번째 시즌의 열 번째이자 마지막 에피소드는 "워싱턴 회전목마"라는 제목이다. 이 에피소드는 1952년 워싱턴 D.C. UFO 사건을 기반으로 한다.[53]
- 2021년 넷플릭스 시리즈 기밀 해제된 최고 기밀 UFO 프로젝트의 여러 에피소드에서 1952년 워싱턴 D.C. UFO 사건을 언급하는데, 특히 첫 번째 에피소드인 "프로젝트 블루북 미확인"에서는 CGI로 사건을 재연하고 여러 전직 증인들의 기록 영상이 재생된다.[54]

### 내용주
1. ↑  Peebles 1994, 73쪽.
2. ↑  Peebles 1994, 78쪽.
3. ↑  Ruppelt ch 11 "The Big Flap"
4. ↑  Peebles, Ch5 "The 1952 Flap"
5. ↑  Zempter, Glenda S. (1993). “New York Times Coverage of the 1952 UFO Scare”.
6. 1 2  Ruppelt 1955, 141쪽
7. ↑  Ruppelt, Edward J. (2022년 5월 28일). “The Report on Unidentified Flying Objects”.
8. ↑  “Seattle Talks Saucers After Jolting Sky Blast”. 《The Atlanta Journal》. 1952년 5월 12일. 2면. 2024년 11월 24일에 확인함 – Newspapers.com 경유.
9. ↑  “"Flying Saucer" Interest Grows”. 《The Spokesman-Review》. Associated Press. 1952년 4월 4일. 27면. 2024년 11월 24일에 확인함 – Newspapers.com 경유.
10. ↑  “Flying Saucers Called Mirages”. 《Green Bay Press-Gazette》. 1952년 6월 2일. 6면. 2024년 11월 24일에 확인함 – Newspapers.com 경유.
11. ↑  Ruppelt 1955, 109쪽
12. ↑  “French Scientist Denies Flying Saucer Existence”. 《The Arizona Republic》. 1952년 6월 5일. 16면. 2024년 11월 24일에 확인함 – Newspapers.com 경유.
13. ↑  “50 years ago, UFOs buzzed the nations capitol”. 《The Courier》 (Waterloo, Iowa). 2002년 7월 26일. 8면. 2024년 11월 24일에 확인함 – Newspapers.com 경유.
14. ↑  Ruppelt, p. 131-132, "Other very reputable magazines, such as True, had said it before, but coming from Life, it was different"
15. ↑  “Dispute On "Lubbock Lights" Revived”. 《Lubbock Evening Journal》. 1952년 6월 11일. 24면. 2024년 11월 24일에 확인함 – Newspapers.com 경유.
16. ↑  Lang, Daniel (1954년 3월 15일). “The Man in the Thick Lead Suit”. Oxford University Press. 49쪽  – Google Books 경유.
17. ↑  Mazur, Allan (2017년 7월 5일). 《Implausible Beliefs: In the Bible, Astrology, and UFOs》. Routledge. ISBN 978-1-351-51322-7 – Google Books 경유.
18. ↑  Ruppelt 1955, 150쪽
19. 1 2 3 4 5 6 7 8 9 10  Carlson, Peter; Carlson, Peter (21 July 2002). "50 Years Ago, Unidentified Flying Objects From Way Beyond the Beltway Seized the Capital's Imagination". 워싱턴 포스트.
20. ↑  Clark 1998, 653쪽.
21. 1 2  Clark 1998, 654쪽.
22. ↑  Clark 1998, 655쪽.
23. 1 2 3 4 5 6 7  Gilgoff, Dan (2001년 12월 14일). “Saucers Full of Secrets”. 《Washington City Paper》. 2024년 1월 23일에 확인함.
24. ↑  Peebles 1994, 74쪽.
25. ↑  Ruppelt 1955, 160쪽.
26. 1 2  Michaels 1997, 22쪽.
27. ↑  Ruppelt 1955, 210쪽.
28. ↑  Ruppelt 1955, 162쪽.
29. 1 2  Ruppelt 1955, 163쪽.
30. ↑  Ruppelt 1955, 10쪽.
31. ↑  Peebles 1994, 75–76쪽.
32. ↑  Ruppelt 1955, 164쪽.
33. ↑  Ruppelt 1955, 159쪽.
34. 1 2  Peebles 1994, 76쪽.
35. ↑  Clark 1998, 659쪽.
36. ↑  Ruppelt 1955, 166쪽.
37. ↑  Ruppelt 1955, 165쪽.
38. ↑  “Article clipped from The Miami News”. 《Newspapers.com》 (미국 영어). 1952년 8월 25일. 2024년 11월 22일에 확인함.
39. ↑  Ruppelt 1955, 176-186쪽.
40. ↑  Lewis-Kraus, Gideon (2021년 4월 30일). “How the Pentagon Started Taking U.F.O.s Seriously”. 《The New Yorker magazine》. 2023년 6월 23일에 원본 문서에서 보존된 문서.
41. ↑  "Page 2 Project Blue Book - UFO Investigations - Fold3". Minutes of Press Conference Held By Major General John A. Samford Director of Intelligence, U.S. air Force 29 July 1952 - 4:00p.m. - Room 3E-869, The Pentagon.
42. ↑  Peebles 1994, 80쪽.
43. ↑  "Los Angeles Times: Archives - U.S. SAUCER HUNTER DOUBTS THEY EXIST" . pqasb.pqarchiver.com.
44. 1 2  Ruppelt 1955, 170쪽.
45. ↑  Peebles 1994, 62쪽.
46. ↑  Peebles 1994, 66쪽.
47. 1 2  Peebles 1994, 79쪽.
48. ↑  Peebles 1994, 360쪽.
49. ↑  "Condon Report, Sec III, Chapter 5: Optical & Radar Analysis". files.ncas.org.
50. ↑  Peebles 1994, 77쪽.
51. 1 2 3  “CIA's Role in the Study of UFOs, 1947-90 — Central Intelligence Agency”. 《www.cia.gov》. 2019년 10월 1일에 원본 문서에서 보존된 문서. 2019년 7월 9일에 확인함.
52. ↑  Peebles 1994, 102쪽.
53. ↑  “Project Blue Book | TV Guide”. 《TVGuide.com》. 2019년 7월 9일에 확인함.
54. ↑  〈Project Blue Book Unknown〉. 《Top Secret UFO Projects Declassified》. 시즌 1. 제1 회. 2021. Netflix.